# Jurmekejkino
Jurmekejkino è un centro abitato della Russia.